# Échalion
Allium cepa
Espèce
Classification APG III (2009)
L'échalion, ou échalote « cuisse de poulet », est une variété d'oignon (Allium cepa) ressemblant à l'échalote et souvent confondue avec cette dernière. Apparu dans les années 1950, sa commercialisation a augmenté à partir des années 1990. 

## Description

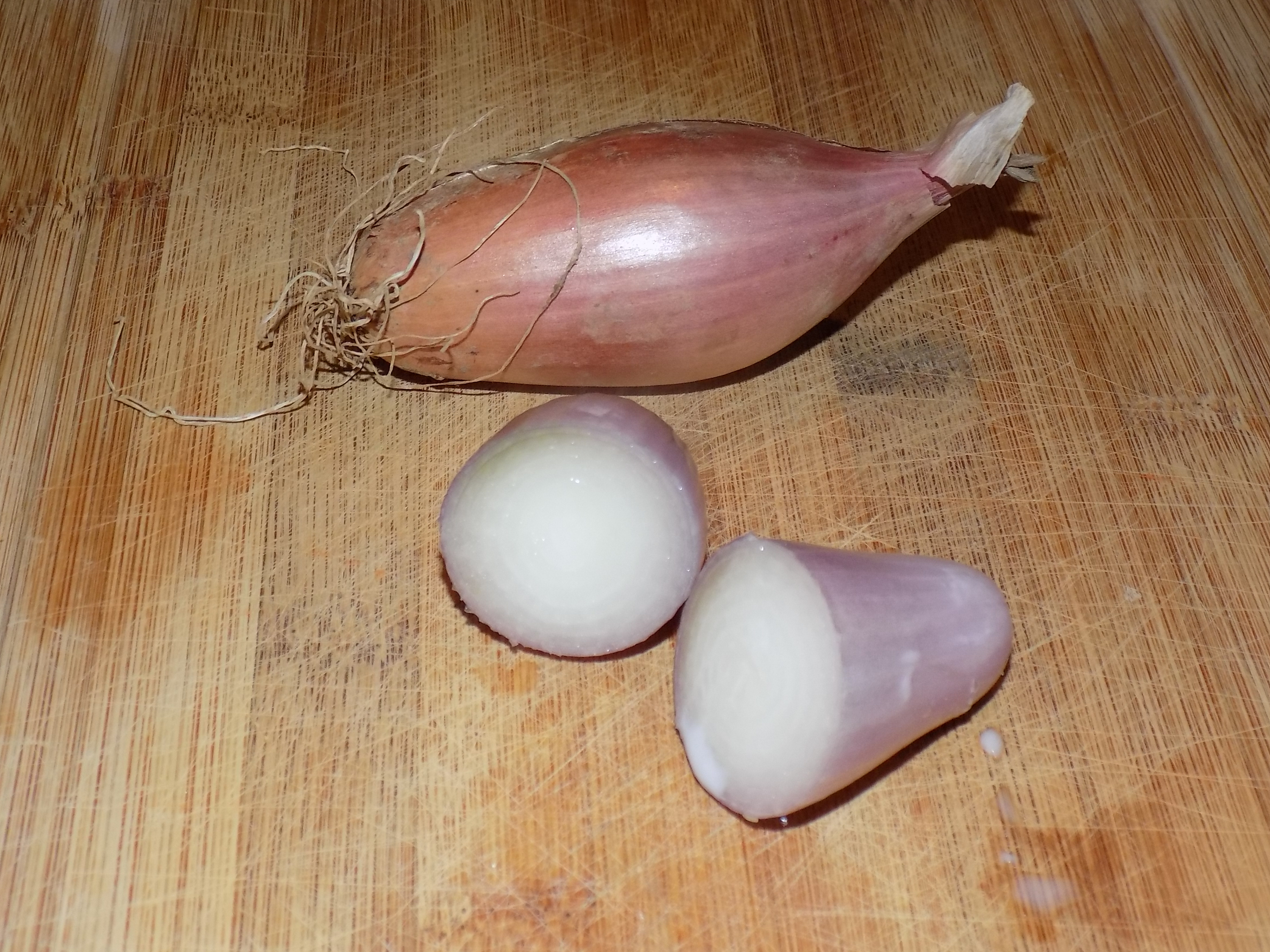
Échalion et échalion coupé.

Échalion et échalote appartiennent tous les deux à la famille des alliacées et ont une couleur extérieure cuivrée.
À la différence de l'échalote, l'échalion n'a qu'un seul bulbe (caïeu) , contre deux ou trois pour celle-ci, et se reproduit par semis tandis que l'échalote se plante. L'échalion, est plus allongé et ovale ; de plus, sa base est plus petite et chevelue. Les deux variétés se conservent dans un endroit frais et sec.

## Variétés
Il s'agit d'un croisement entre l'oignon et l'échalote. Le mot «Échalion» est inscrit en 1996 au catalogue de la CTPS (Comité technique permanent de la sélection). L'échalion est simple à cultiver et apprécie les sols sableux.
La variété « Cuisse de poulet du Poitou » souvent commercialisée comme échalote est un échalion, qui est un type particulier d'oignon allongé. Trois variétés obtenues par multiplication sexuée et commercialisées sous forme de semences sont inscrites au Catalogue officiel français des espèces et variétés. C'est une spécialité française.

## Utilisation
Réputé pour sa richesse en fibres, en vitamines B et C, en calcium, en potassium et en fer, l'échalion se consomme cru, cuit ou mariné. L'utilisation en cuisine est très voisine de celle de l'échalote. Sa saveur est moins parfumée, proche de celle de l'oignon, mais plus douce. Il s'épluche facilement et a l'avantage de ne pas faire pleurer,.